# 器官脫落

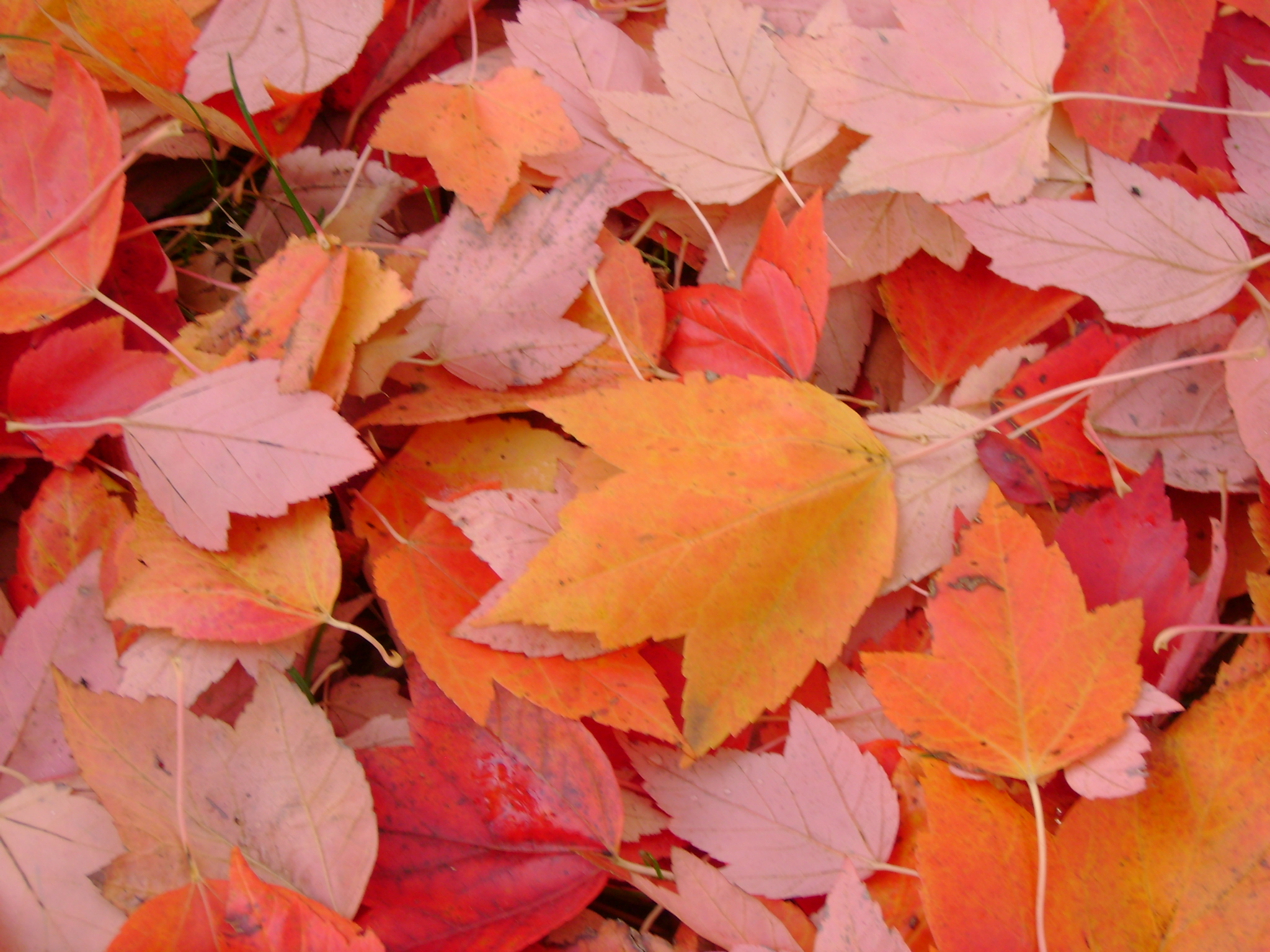
森林地上的落叶。每年秋季，温带地区生长季的叶片都會随着冬季的將来而脱落。

脱落（英語：Abscission，來自拉丁語 ab-，意即：“away”,和 scindere，意即：“to cut”）指生物器官的脱落, 例如：
- 植物掉落叶子,果实,花朵或种子.

- 在动物学中，脱落是指刻意斷開身体的一部分，像是脱落爪子、外壳，或斷開尾巴以逃避捕食者。
- 在真菌学中，它是指真菌孢子的释放。
- 在细胞生物学中，脱落是指胞质分裂完成时两个子细胞的分离。

## 植物

### 功能
植物會脫落其某一部分，要麼是為了丟棄不再需要的器官，例如秋季的葉子或受精後的花朵，要麼是出於繁殖目的。大多數落葉植物在冬季來臨前通過脫落作用掉落葉子，而常綠植物則持續地脫落其葉子。另一種形式的脫落作用是果實脫落，植物在果實尚未成熟時脫落它們，以節約資源使剩餘的果實能夠成熟。如果葉子受損，植物也可能脫落它以節約水分或提高光合效率，這取決於對整個植物的"成本"考量。脫落作用也可作為植物的防禦機制而發生在未成熟的葉子上。研究表明，植物會以早期脫落葉子來應對蚜蟲蟲癭侵襲。

### 過程
脫落作用發生在依序三個事件中：1）回收，2）保護層形成，和3）分離。步驟2和3可能根據物種的不同而順序變化。

#### 回收
回收會分解葉綠素以提取其大部分營養物質。氮存在於葉綠素中，通常是植物的限制性營養素，植物需要大量氮來形成氨基酸、核酸、蛋白質和某些植物激素。一旦從葉綠素中提取出氮和其他營養物質，這些營養物質將移動到植物的其他組織。回收是導致秋季葉子變色的原因。類胡蘿蔔素在葉子中比葉綠素降解得更慢，所以秋季的葉子呈現黃色和橙色。

#### 保護層形成
葉柄部分會產生離區，離區下方的細胞分裂並形成一層木栓細胞。位於離區兩側的薄壁組織細胞，在離區下方產生並注入木栓質和木質素到新形成的木栓細胞層中。木栓質和木質素為植物器官脫落後創造一個耐用且防水的保護層。

#### 分離
這一步驟可以根據物種的不同以多種方式發生，但始終發生在離區。分離可以在薄壁組織細胞層分泌細胞壁酶自我消化中層（將細胞壁連接在離區的物質）時發生。這導致離區的細胞分離，葉子或其他植物部位脫落。另一種分離方式是通過吸水。離區的植物細胞會吸收大量水分，膨脹，最終破裂，使器官脫落。一旦分離，木栓的保護層將暴露出來。

### 機制

#### 結構性
在落葉樹木中，離區形成於葉柄的基部。它由一個具有薄壁細胞的上層和一個在秋季擴張的下層組成，下層的擴張打破了上層細胞的薄壁。這使得葉子能夠脫落。

#### 葉綠素減少作為觸發因素
秋季由於陽光減少導致的葉綠素產量降低解釋了為什麼某些葉子變黃。然而，黃色可能會吸引蚜蟲，所以一些樹木通過注入鮮艷的色素使葉子變紅。

#### 化學性
植物在壓力時期（生物和非生物壓力）會產生各種活性氧（ROS），包括紫外線、低溫、過度光照、病原體、寄生蟲和高鹽度環境。這些ROS的存在和持續產生導致細胞成分穩態的破壞，引起代謝功能障礙和細胞壁降解酶（WDEs）的表達。

#### 激素性
雖然研究人員最初認為脫落酸是刺激脫落的激素（因此得名），但後來證明它不起主要作用。實際上，生長素和乙烯被認為是脫落信號調節的主要因素。這兩種化合物以協同方式工作：隨著生長素水平降低，生長素向脫落區的流動減少。生長素的耗盡使脫落區對乙烯敏感。當植物接觸到乙烯時，細胞壁降解酶如纖維素酶和多聚半乳糖醛酸酶的基因表達被激活。然而，這並不意味著乙烯直接激活WDE基因表達，因為負責檢測乙烯的元素尚未在基因的啟動子區域找到。